# دريبتيس
دريبتيس هي أميرة فارسية أخمينية ولدت ما بين سنة 350 إلى سنة 345 ق.م، وهي ابنة ستاتيرا الأولى و داريوس الثالث. بعد معركة إسوس ضد إسكندر الكبير في سنة 333 ق م وثم تم أسرها هي ووالدتها. حاول داريوس إستعداتها عن طريق دفع فدية لكن الإسكندر رفض ذلك. بعد سقوط داريوس تزوجت من هيفايستيون أحد قادة الإسكندر، لكن زوجها توفي بعد فترة قصيرة من الزواج. بعد وفاة الإسكندر تم قتلها مع شقيقتها ستاتيرا الثانية من قبل روكسانا زوجة الإسكندر الأولى.